# Моріс Буатель
Моріс Буатель (фр. Maurice Boitel; 1919, Тійєр-сюр-Авр — 2007, Одресель, Па-де-Кале) — французький художник, декоратор, кераміст.

## Біографія
Моріс Буатель належав до найбільш молодого покоління Паризької школи, так званого «La Jeune Peinture» «Young Picture», поряд з такими художниками, як Бернар Бюффе, Ів Браєр, Люї Вьюлермоз, П'єр-Енрі, Даніель дю Жанеранд, Гастон Себір, Поль Коломб, Жеан Монре, Жеан Жоє і Гаетан де Росней.

### Раннє покликання
Моріс Буатель народився в місті Тійєр-сюр-Авр, в Нормандії, син юриста і парижанки бургундського походження. До 12 років Буатель жив в Бургундії, в Жевре-Шамбертен. Саме в цій мальовничій провінції він відображає в своїх роботах любов до природи, а також почуття «joie de vivre» — радість життя. Писати він починає у віці п'яти років.

### Навчання образотворчому мистецтву
Моріс Буатель навчався у Вищій школі образотворчих мистецтв в Булонь-сюр-Мер і Ам'єні, містах, де його батьки жили протягом декількох років. Потім його сім'я повернулася до Бургундії, в Нюї-Сен-Жорж. Він навчався в Академії образотворчих мистецтв у Діжоні перед битвою легкої піхоти в горах на початку Другої світової війни. Він успішно пройшов вступний іспит в Національну Академію Образотворчих Мистецтв в Парижі. У 1942 і 1943 роках, під час самого складного періоду німецької окупації, в його студії, що знаходиться в самому центрі Парижа, він ховав єврейських біженців, серед яких був журналіст Енрі Желінек.
Велика кількість його робіт з 1942 по 1946 рік була придбана британським колекціонером і досі знаходиться в Лондоні.

### Виставки, «салони» і нагороди
У 1946 році Моріс Буатель отримав премію Абд Ал-Латіф, яка дозволила йому прожити 2 роки в Алжирі зі своєю дружиною Марі-Люсі і сином. Після повернення з Алжиру в Париж він бере участь у виставці молодих художників (Jeune Peinture), незалежних художників (Société des Artistes Indépendants), в Осінньому салоні, а потім в Салоні ескізів та акварельного живопису (Salon du dessin et de la peinture à l'eau), в Союзі Французьких Художників, в Салоні витончених мистецтв, Салоні зіставлення (Salon «Comparaisons»); аж до 2004 року він був членом двох останніх громадських комітетів.
У 1949 він провадить персональну виставку своїх робіт про Алжир в Галереї Елізе, на вулиці Фобург Сант-Оноре в Парижі, яка в той час була центром торгівлі Європейського мистецтва.
У 1951 році проводилася нова персональна виставка в цій же галереї, крім того Моріс Буатель брав участь в груповій виставці в галереї Сьюлеро і в основній виставці, очолюваній продюсером Жаком Іберто, в складі Асоціації любителів мистецтва.
У 1958 році в Парижі він отримав премію Роберта Льюїса, одночасно провадилась персональна виставка в Музеї сучасного мистецтва і в Галереї Рене Друет, на вулиці Фобург Сант-Оноре в Парижі, де і організовувалися його персональні виставки протягом 20 років.
У 1959 році Моріс Буатель отримав премію Вінсор і Ньютон (Париж-Лондон).
У 1950-ті роки Моріс Буатель був скерований декорувати два державних навчальних заклади в Монтре (Сен-Сант-Дені) і в Монтжероне (Ессон).
У 1963 премія Пюві де Шаванна, видана Національним товариством образотворчого мистецтва, допомогла йому представити свої роботи в Музеї сучасного мистецтва в Парижі.
У 1966 році він отримав премію Франсіса Стіта, яка дозволила йому залишитися в Португалії (Пеніше, Обідос).
У 1968 році йому вручають Золоту Медаль Французьких Художників, а Академія образотворчих мистецтв вручає йому премію Бастьєна-Лепажа.
У 1980 Інститут Франції вручає йому премію Dumas-Milliers.
Ще кілька премій, які увічнили його кар'єру художника, серед яких Гран-Прі Генерального консула Сени і Марни (Seine-et-Marne) в 1974. Премія Роджера Деверіна за акварель, присуджена Фондом Тайлера.
Особисті виставки в музеях наступних міст: Булонь-сюр-Мер (1976), Сан-Мор-де-Фосе (1977), Монбард (1982), Монтрей-сюр-Мер (1993) дозволили йому виставитися в декількох залах, поряд з пейзажистами Франції, Італії, Іспанії, Португалії, Голландії, т. д.
У 1990 році Осінній Салон у Парижі в трьох залах в Гранд Пале.
У 1999 році Комітет незалежних художників в Парижі і президент Жан Монре запросили Моріса Буателя представити ретроспективу своїх праць.
У 2003 році члени Комітету Національного образотворчого мистецтва нагородили його золотою медаллю.
У 2007 році Національний Комітет образотворчого мистецтва ввів титул почесного члена, який був присуджений Морісу Буателю як одному з найвідоміших художників Салону.
Моріс Буатель був почесним гостем кількох виставок, таких як: Росні-су-Буа (1980), Блюі (1983), Вімер (1984), Вільньов-ле-Руа (1984), Івето (1986), Альфортвіль (1987), Бурже (1987), Сомюр (1987), Метзен (1991), Лімож (1992), Тур (1992).

### Місця творчості
Відомі мистецтвознавці з Великої Британії, США, Німеччини, Швейцарії, Бразилії, Ірану, Японії, Венесуели, Саудівської Аравії, Лівану, Мексики вшанувалися безліччю картин Моріса Буателя, поряд з Францією і Парижем.
Деякі з його праць можна побачити в музеях наступних міст: Діжон, Сант-Мор де Фоссе, З, Валянс, Алжир, Константин, Бежая зокрема, а також в міському консульстві в Парижі і Французьких посольствах по всьому світу.

### Кераміка і фрески (1953 і 1955)
• Школа Вольтера в Монтрей-сюр-Буа (Сен-Сант-Дені)
• Школа Мана-Чарльза Гатіноля в Монтгероні (Ессон)
Моріс Буатель сам зробив всі фрески в класних кімнатах цих шкіл. Щоб виготовити кераміку самому, він побудував піч у своїй студії. Ці керамічні панелі досі присутні в цих школах в передмістях Парижа.

### Близькі друзі
Серед його близьких друзів був художники Даніель дю Женерард, Габріель Дешампс, Люї Вьюлермоз, П'єр-Анрі, Андре Вінол, П'єр Гольардот, Родольфо Кальє, Жан-П'єр Алє, Бернар Бюффе, Андре Хомбург, Еміліо Гро Сала, Жан Коломб і два брата Рамон і Антоніо Пітксот.
Родинні зв'язки: Енрі Корблін (Корблін Буртон), Альберт Бессон (Медична академія), Олівьер Лазаротті (Університет д'Амьенс)

## Творчість
Непряма переоцінка своєї творчості тривала все його життя; до 1946 року, коли відбулося його весілля, це була експресивна творчість, потім з 1946 по 1952 рік картини жваві фарбами, особливо написані в Алжирі. З 1952 по 1965 рік у творчості простежується щось дуже особисте, самобутнє; в його пейзажах, дуже структурованих, предмети окреслені чорним розтушовані контуром. У цей період він буде писати ближче до свого дому в Парижі, в Сант-Манді, і на мисі Гріс-Нез, зображуючи шторми, самотні човна на пляжі, розруху війни. Крім того, в цей період він зображує персонажів: клоунів, моряків, він пише портрети. Потім, в 1958—1965 роках, він писав в Кадаці (Іспанія) щоліта. Весь час це один і той самий стиль, ледь окреслений контуром, де присутнє світло і легкий відгук Середземномор'я (пейзажі, морські мотиви, портрети, натовпи людей на пляжі).
З 1965 року його роботи стали структуровані, хоча він і прибирає контури: крім того, Моріс все більше пише аквареллю, особливо в Ніцці, в Італії і в Сансероа. Щороку він їздить на мис Гріс-Нез, в Одресель або Амбазак, в Лімузин. А Парижі, де жив Моріс, безліч місць, які надихали його: Монмартр, ліс Вансен, острова Сени, Марна, Гуермант і Конш-сюр-Гондуар.
У 1980-ті роки він прагне пробудити ідеалізовану реальність.

## Визнання
Лавреат численних премій: (премія Антраль 1958; премія Пюві де Шеванна, 1963; премія Бастьєна Лепажа, 1968, та ін.)